# August Neidhart
August Neidhart (Wenen, 12 mei 1867  – Berlijn, 25 november 1934) was een Oostenrijks schrijver en librettist. 
Neidhart was de auteur van volksverhalen en operettes. Hij kende wereldwijd succes als de librettist van de operette Schwarzwaldmädel uit 1917 van Leon Jessel.

## Operettes
- Der Triumph des Weibes (1906, muziek van Josef Hellmesberger jr.)
- Belagerungszustand (1909, muziek van Leo Ascher)
- Der junge Papa (1909, muziek van Edmund Eysler)
- Sein Herzensjunge (1911, muziek van Walter Kollo)
- Schwarzwaldmädel (1917, muziek van Leon Jessel)
- Ein modernes Mädel (1918, muziek van Leon Jessel)
- Das Dorf ohne Glocke (1919, muziek van Eduard Künneke)
- Baroneßchen Sarah (1920, muziek van Leo Ascher)
- Die Strohwitwe (1920, muziek van Leo Blech)
- Die Postmeisterin (1921, muziek van Leon Jessel)
- Die Straßensängerin (1922, muziek van Leo Fall)
- Ninon am Scheideweg (1926, muziek van Leo Ascher)
- Die Luxuskabine (1929, muziek van Leon Jessel)
- Junger Wein (1933, muziek van Leon Jessel)

- Bibliothèque nationale de France: cb16270549h (data)
- Gemeinsame Normdatei: 116908130
- International Standard Name Identifier: 0000 0001 1875 7595
- Library of Congress Control Number: n82032731
- MusicBrainz: 85e2848e-6629-43fd-ae56-25ca8f3ab716
- Nationale Bibliotheek van Tsjechië: xx0066339
- Nationale Bibliotheek van Israël: 987007448920405171
- Virtual International Authority File: 48101807
- WorldCat: E39PBJxrTM77vMQH8C36ybrKBP